# Jean Leroy (peintre)
Pour les articles homonymes, voir Leroy et Jean Leroy (homonymie).
Jean Leroy est un artiste peintre et sculpteur belge né à Péruwelz le 24 février 1896 et mort à Tournai le 8 décembre 1939.

## Biographie
Naissance en 1896 à Péruwelz dans le Hainaut belge, où son père exerce la profession de comptable. Sa famille s'installe à Tournai en 1910. Il étudie le violon, puis s'inscrit à l'Académie des beaux-arts de la ville. Il y apprend le dessin, la peinture et aussi plus tard la sculpture. Il y sera récompensé à diverses reprises. Il aura parmi ses condisciples les plus réputés, deux peintres: Marcel Degand et Joseph Lacasse et un sculpteur George Grard.
Il se marie avec Augusta Pollet en 1916. Il doit dès lors travailler pour subvenir aux besoins de sa famille tout en suivant, pendant encore quelques années, les cours de l'Académie des beaux-arts. Deux filles vont naître, Bertha (1916) et Claudine (1920), l'aînée mourra jeune, à 15 ans.
Après le service militaire (1920), il installe un atelier de peintre en bâtiment. Il y peint aussi de nombreux décors pour le théâtre. En 1925, il obtient une bourse de la ville de Tournai et décide de s'installer à Paris où il retrouve deux anciens condisciples des beaux-arts (Marcel Degand et Joseph Lacasse). Mais après trois mois, il doit revenir à Tournai pour assurer la subsistance de sa famille.
Il fonde en 1930 le Salon du Printemps (à Tournai) avec George Grard et Maurice De Korte, initiative qui dura cinq ans. En 1931, il obtient la place de professeur de dessin à l'Académie des beaux-arts de Tournai, ce qui lui procure désormais une certaine sécurité financière. Il pratique aussi la retouche photographique. Chaque année, il expose au cercle artistique de la ville.
En 1937, il visite l’Exposition universelle de Paris avec son élève Edmond Dubrunfaut. Il est enthousiasmé par l’« école de Paris ».
Il meurt prématurément de septicémie le 8 décembre 1939, à Tournai.

## Œuvre
Jean Leroy hésitera longtemps entre la sculpture que lui conseille des professeurs de l’Académie des beaux-arts et l’art pictural. Mais l’essentiel de sa production artistique provient du dessin - pour lequel il obtient prix et citations à l’académie - et la  peinture.

Longtemps son art pictural sera fortement influencé par l’enseignement académique et le naturalisme. C’est un dessinateur de talent. Mais il adopte aussi l’art mural et décore par exemple des églises (l'église d'Épinoy dans le Pas-de-Calais ou celle de Bléharies dans le Tournaisis, œuvre de l’architecte Henri Lacoste). Il aime aussi représenter des paysages, des natures mortes, des nus, des portraits, la très belle cathédrale romane de Tournai et ses autres monuments etc.

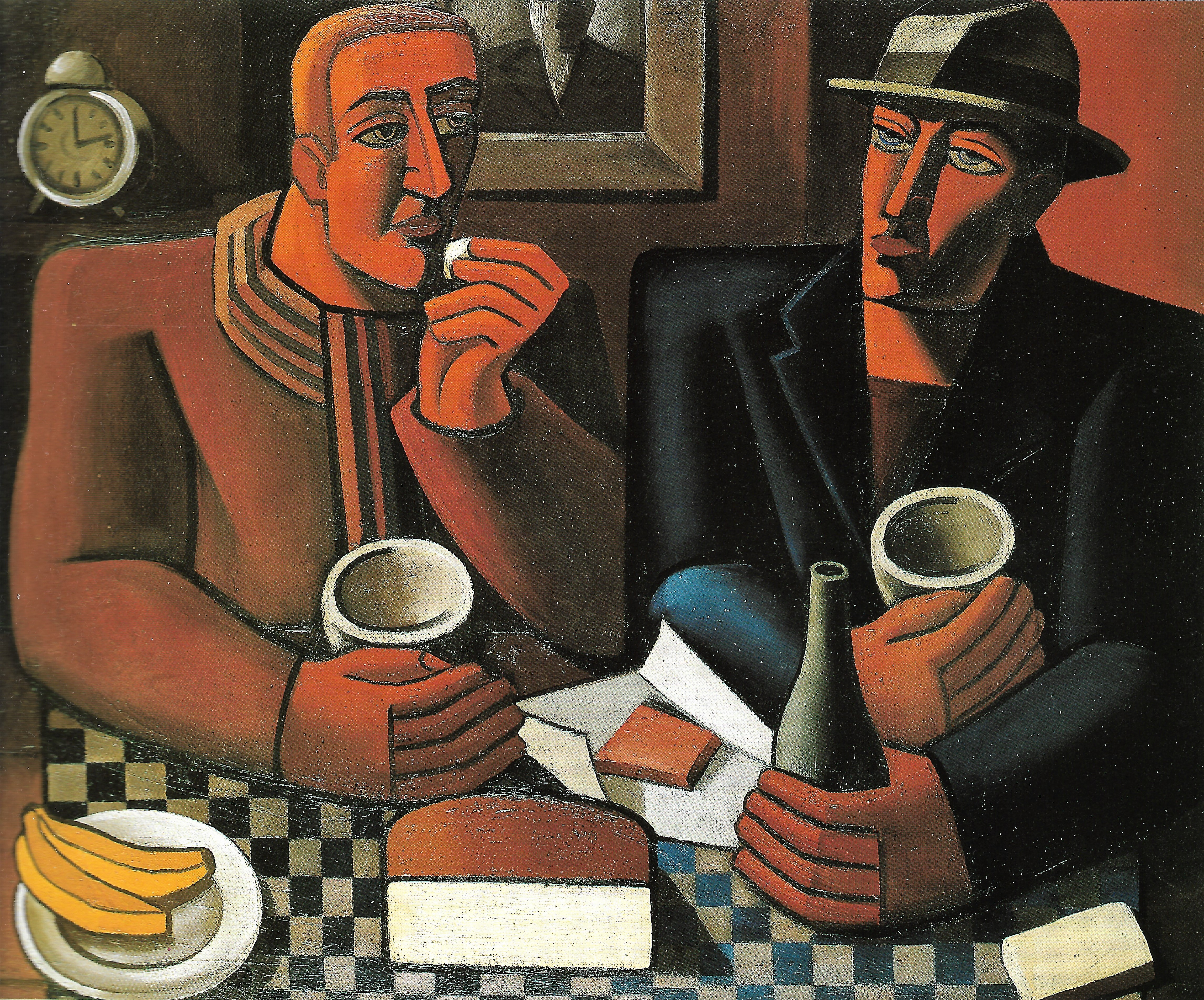
Les mangeurs, 1939 (114 x 140 cm), Bruxelles, Collection du Crédit Communal de Belgique
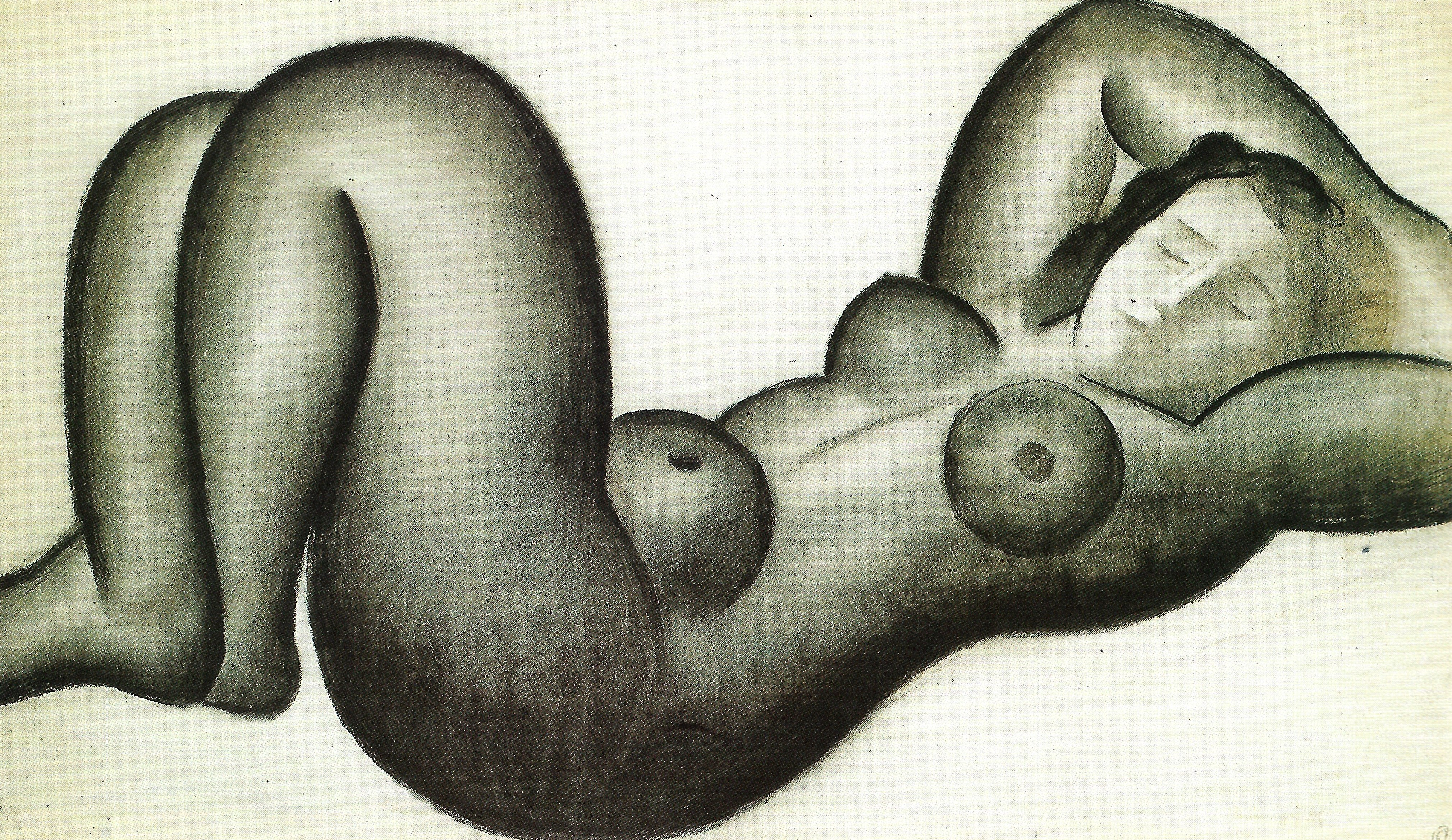
Grand nu couché (étude), 1938 (52 x 88 cm), Collection privée
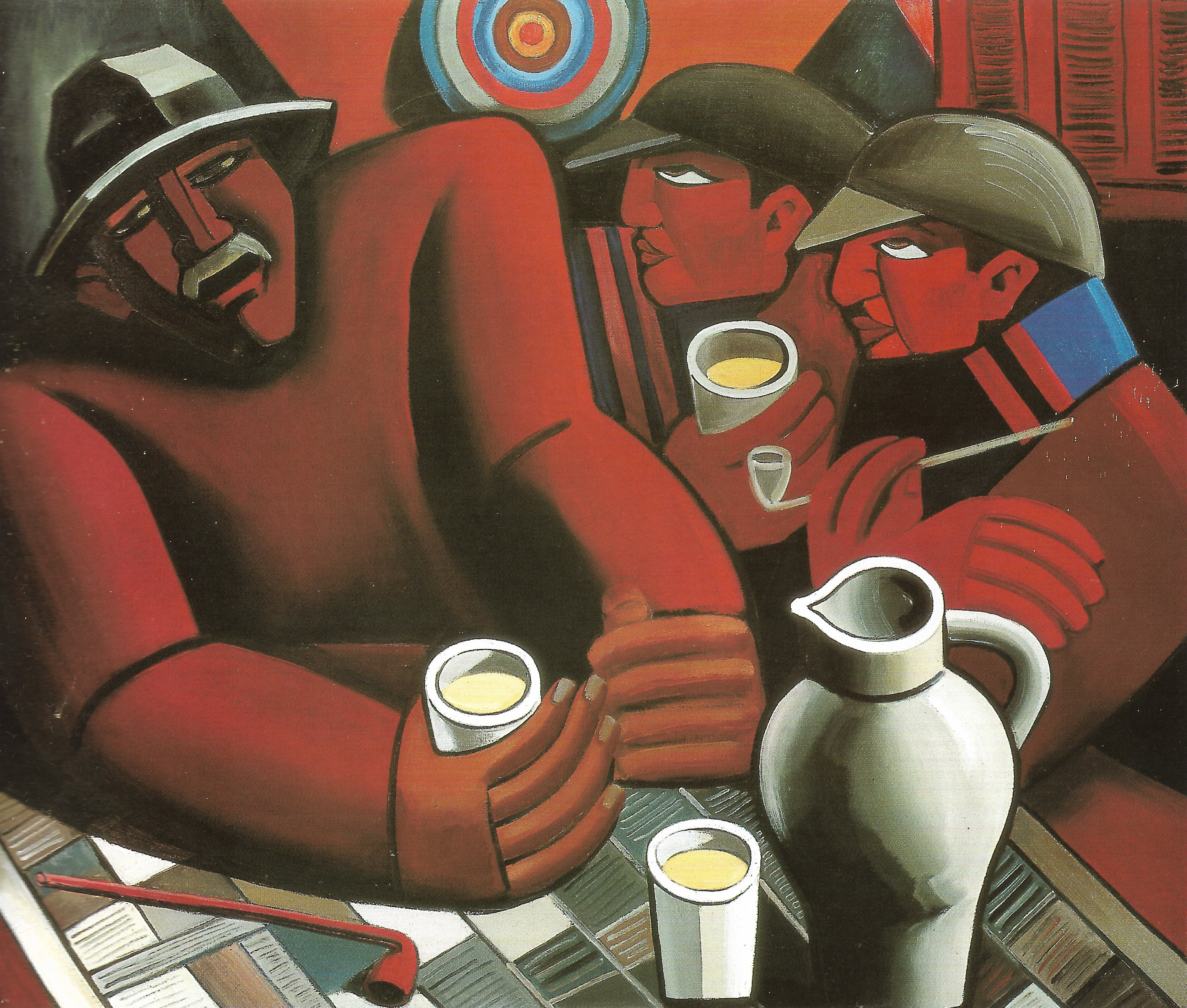
Les buveurs, 1939 (115 x 140 cm), Collection de la Communauté française de Belgique
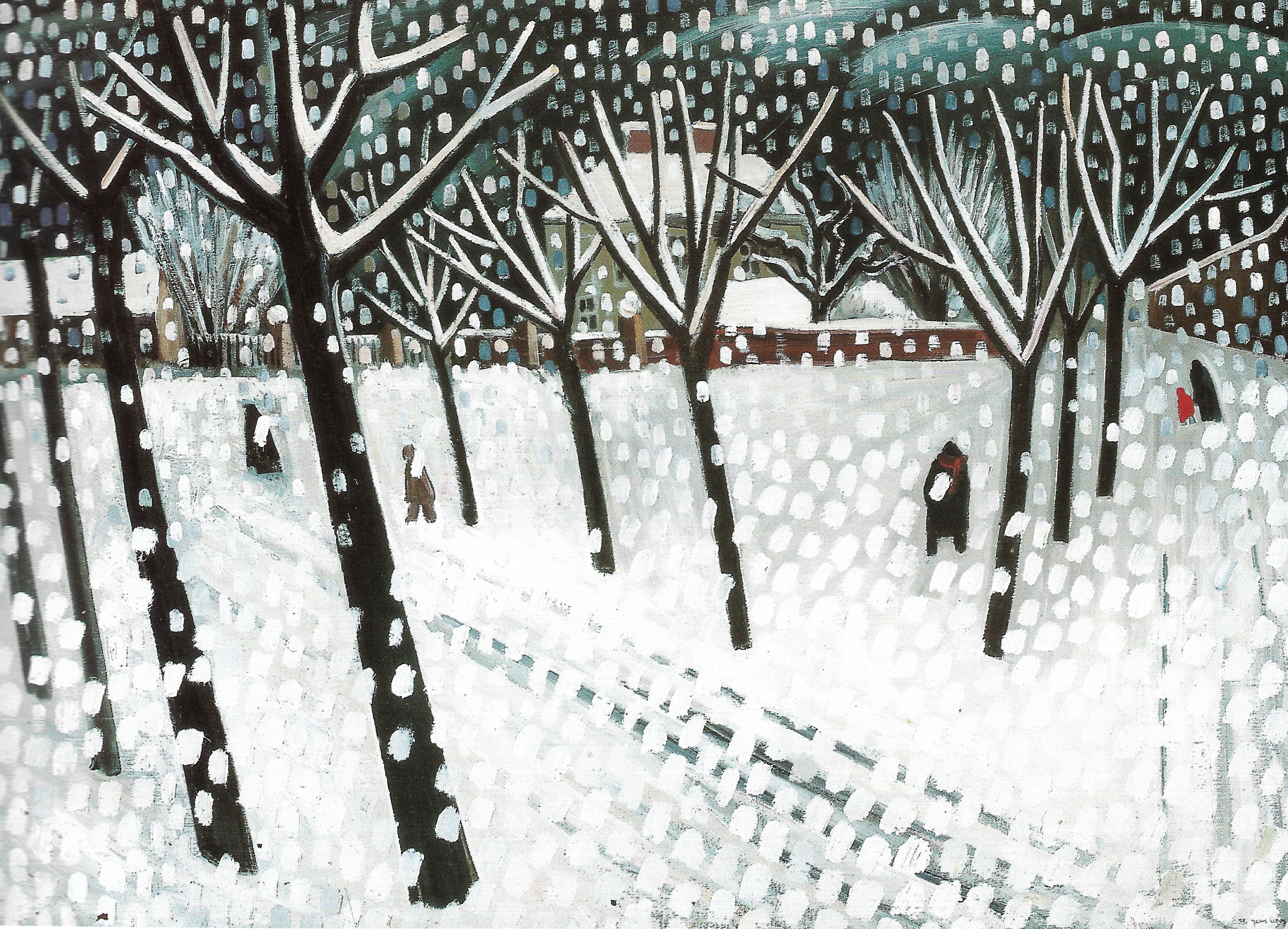
Paysage de neige, 1939 (95 x 130 cm), Collection privée
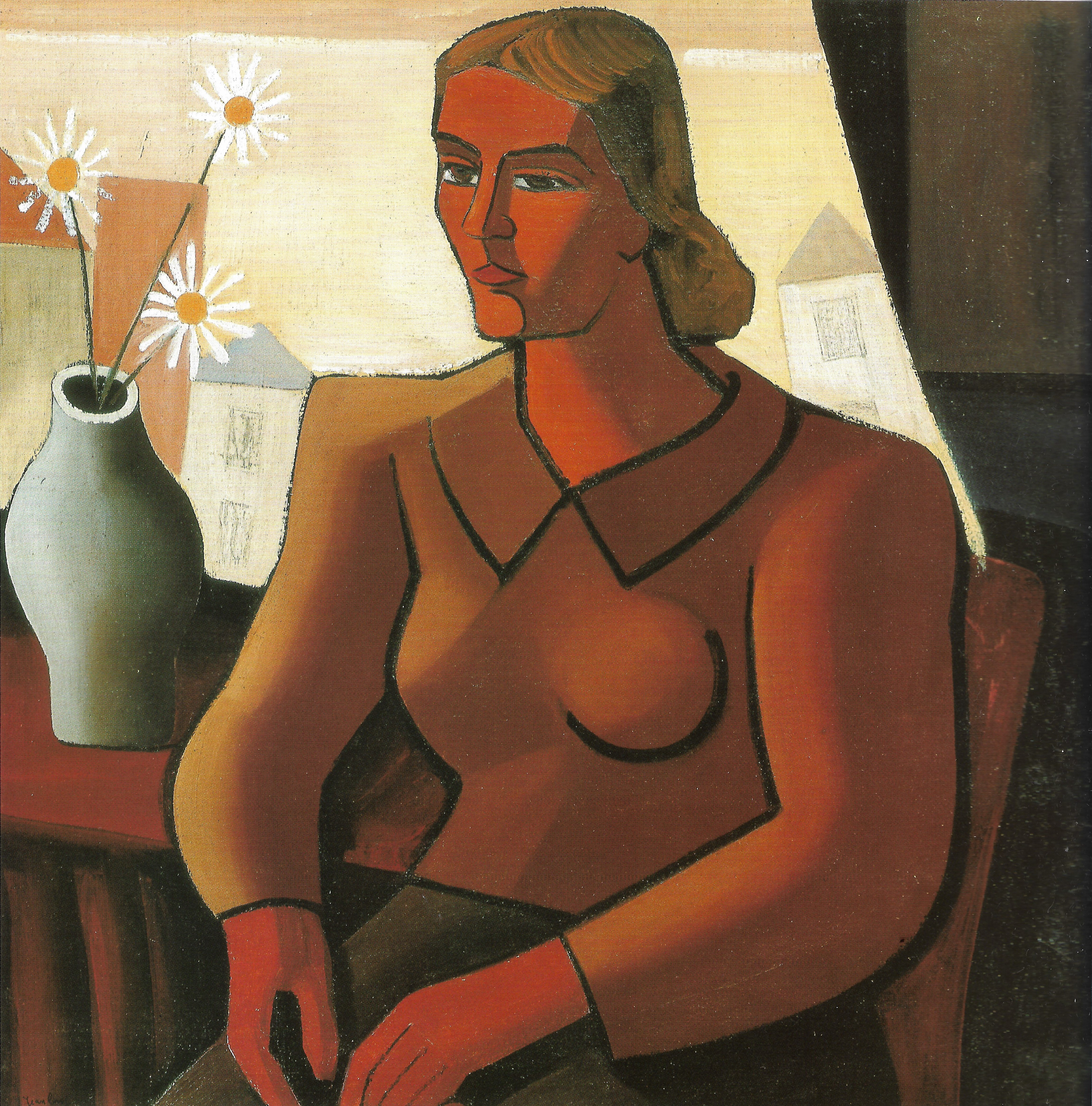
Portrait de Gilberte, 1937 (100 x 100 cm), Tournai, Collection Mme Watteau

Mais sur la fin de sa trop courte vie, son style évoluera vers un expressionnisme très personnel caractérisé par le dépouillement des formes et l’harmonieux contraste des couleurs, ce qui l’amènera à dire «j’ai commencé à peindre à l’âge de quarante deux ans» !

Des œuvres de Jean Leroy sont exposées au Musée des Beaux-Arts de Tournai et au Ministère de la Culture (Bruxelles).

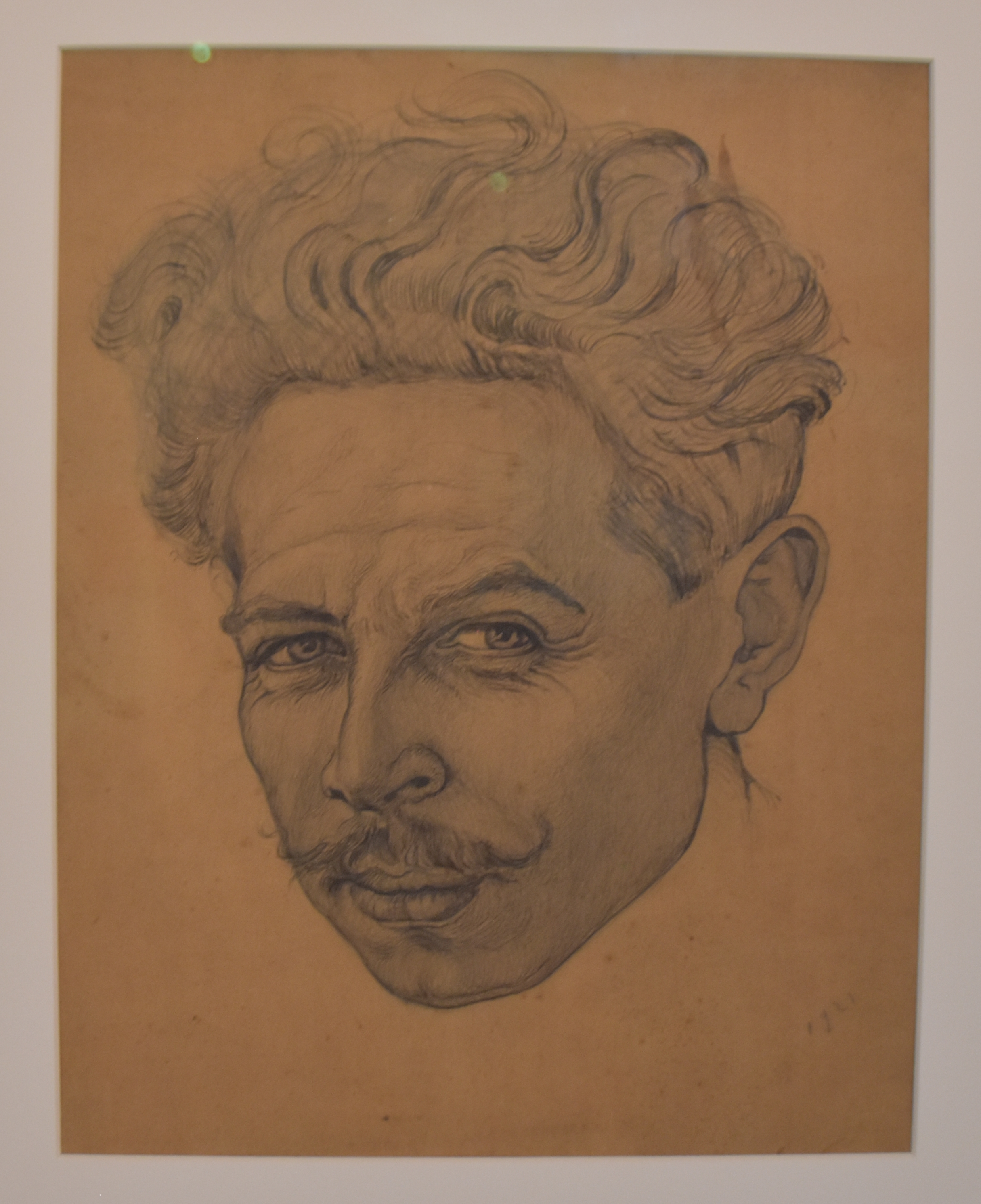
Autoportrait  Musée des Beaux-Arts de Tournai
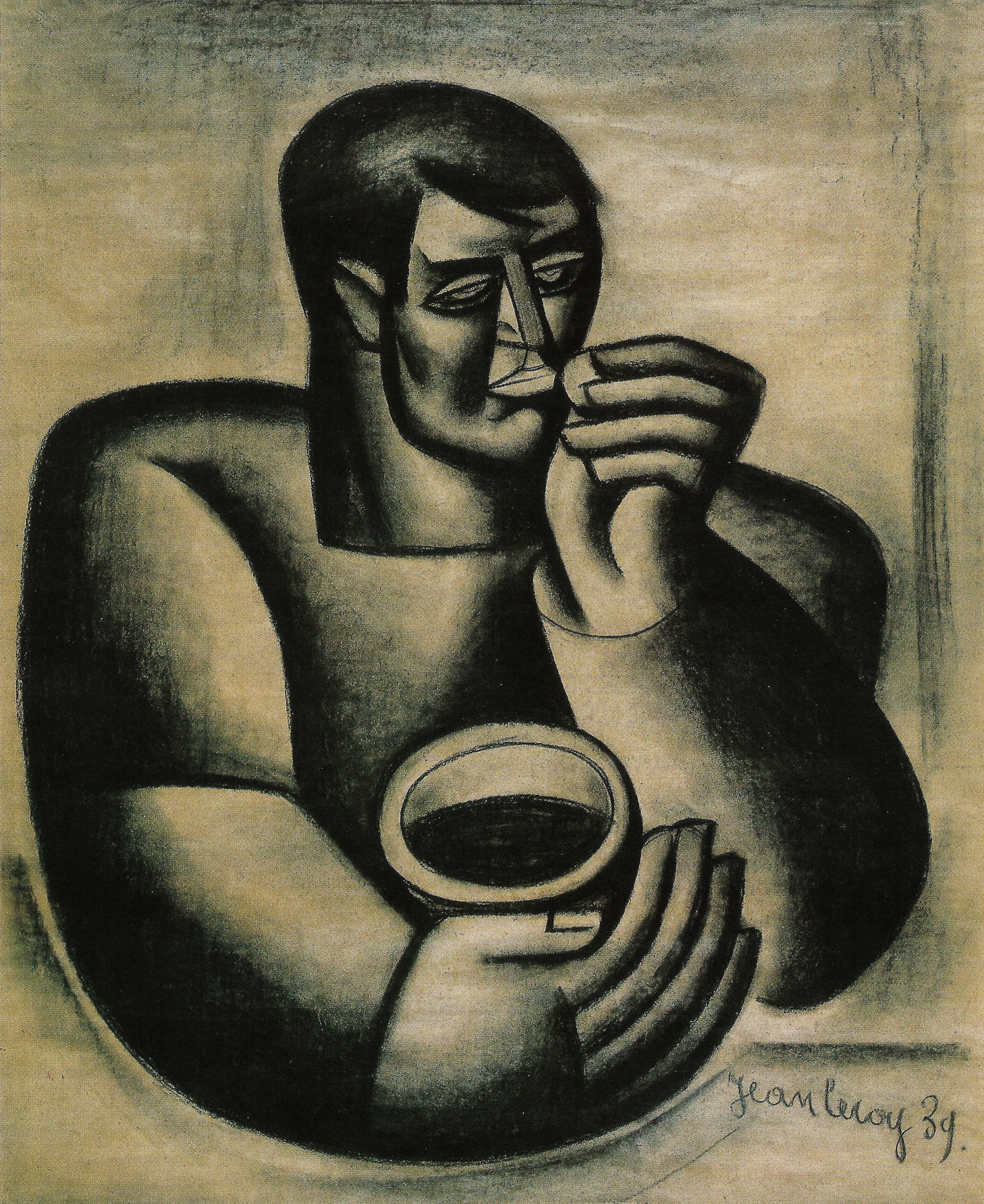
Les mangeurs (étude), 1939 (119 x 97 cm), Bruxelles, Collection Galerie Albert Ier
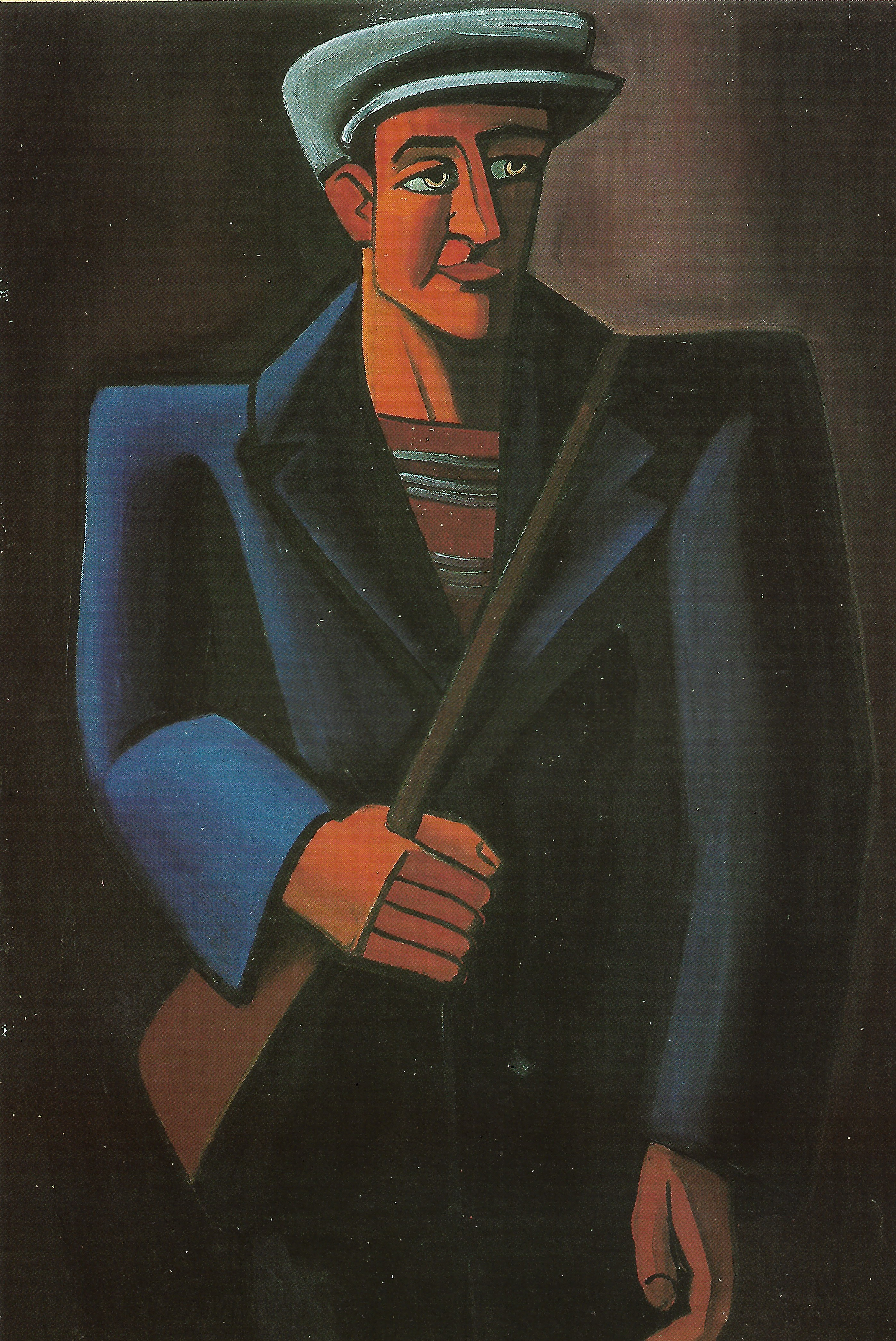
L'ouvrier, 1939 (128 x 86 cm), Bruxelles, Collection Galerie Albert Ier
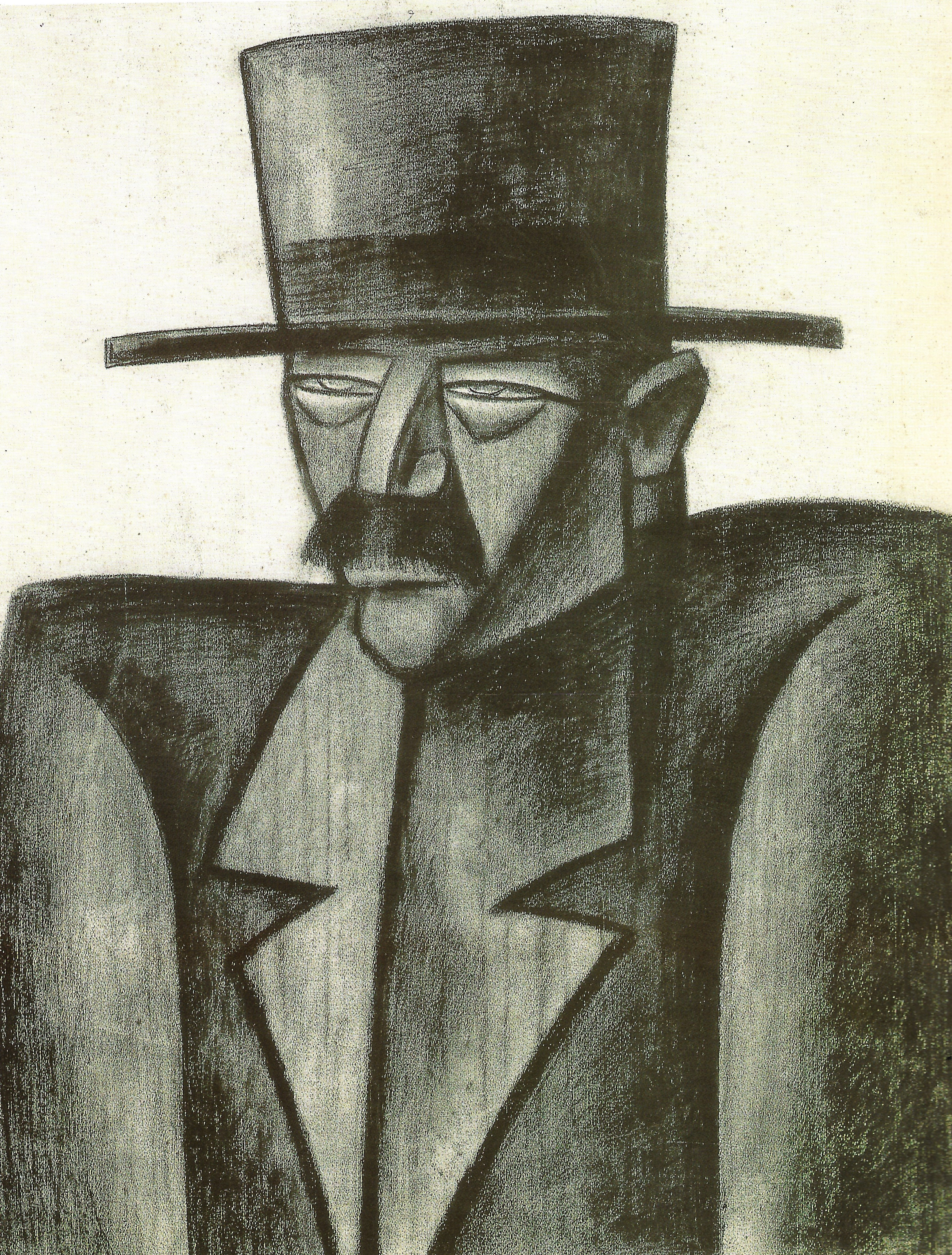
L'antoiniste, 1939 (90 x 70 cm), Collection privée
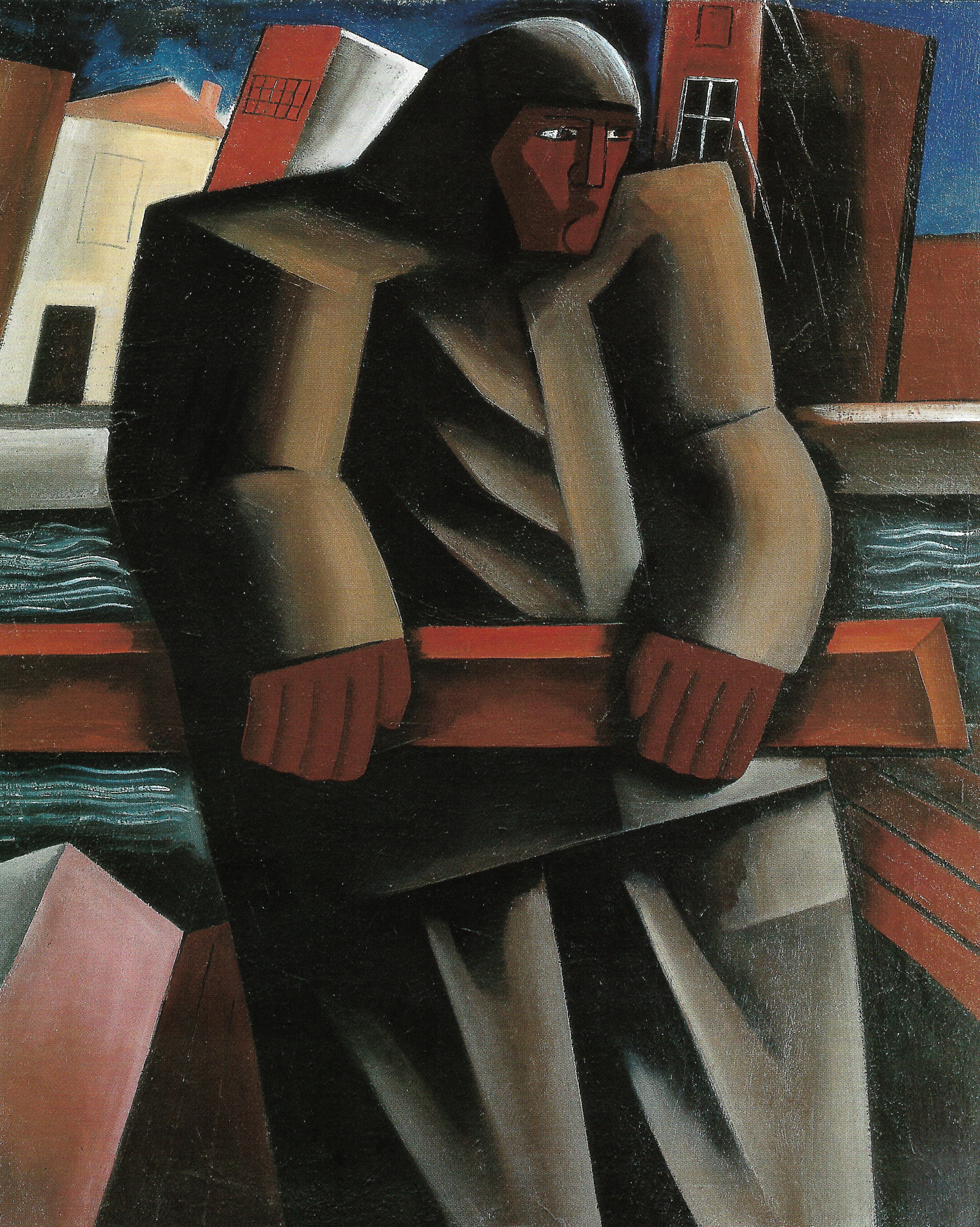
Le pilote, 1939 (160 x 114 cm), Collection de la Communauté française de Belgique
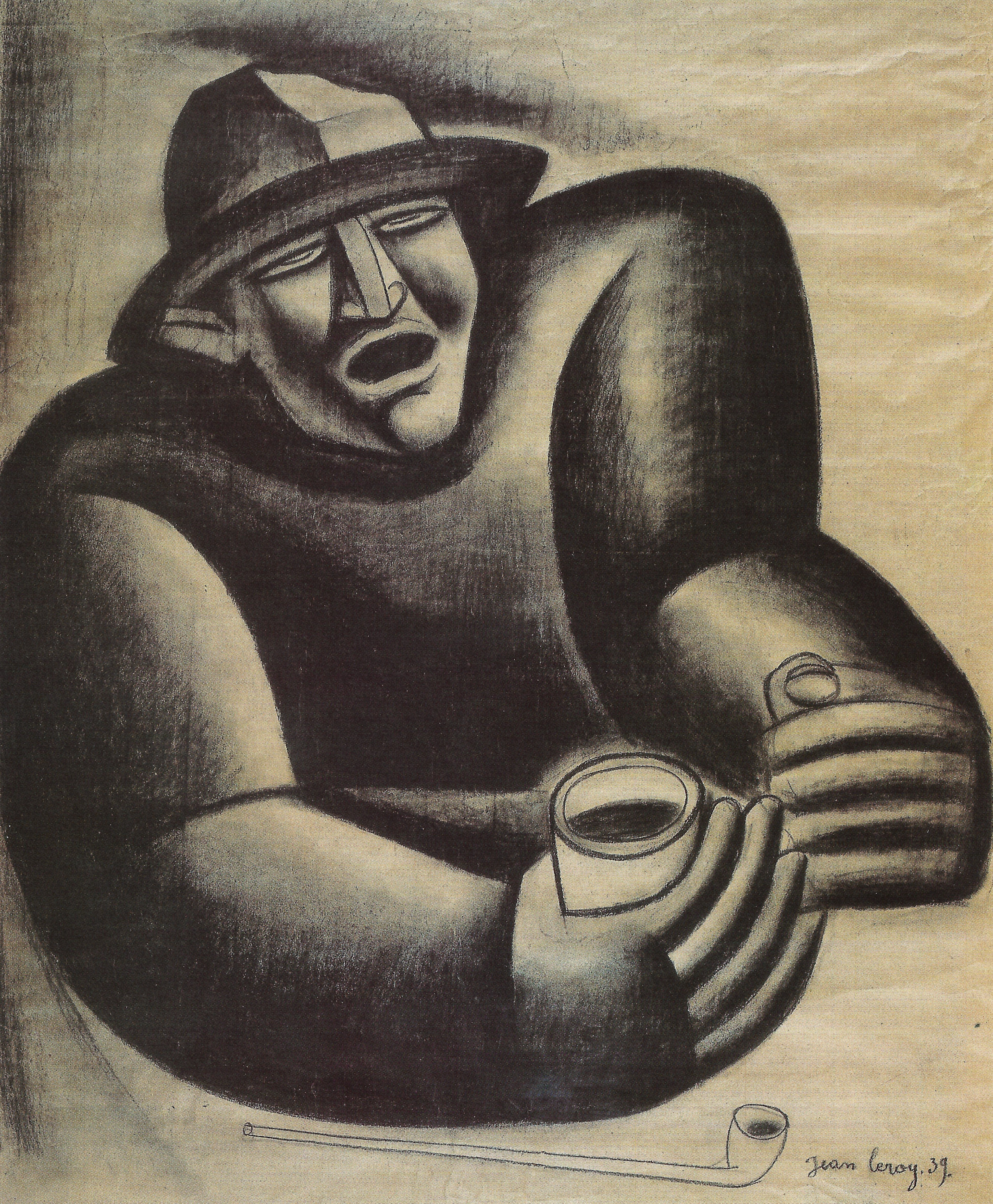
Le buveur (étude), 1939 (125 x 102 cm), Bruxelles, Collection Galerie Albert Ier
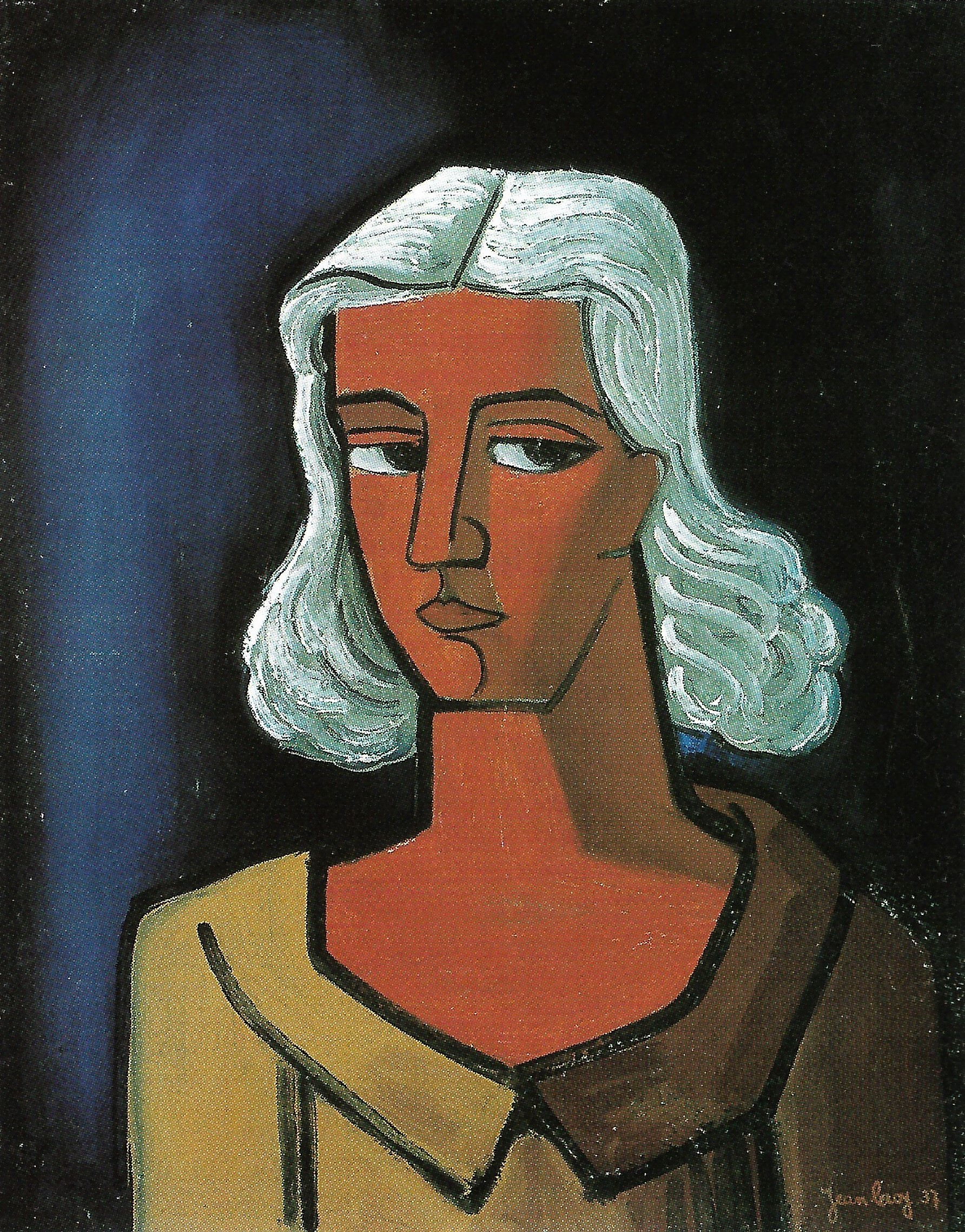
Les cheveux blancs, 1937 (79 x 58 cm), Bruxelles, Collection Galerie Albert Ier
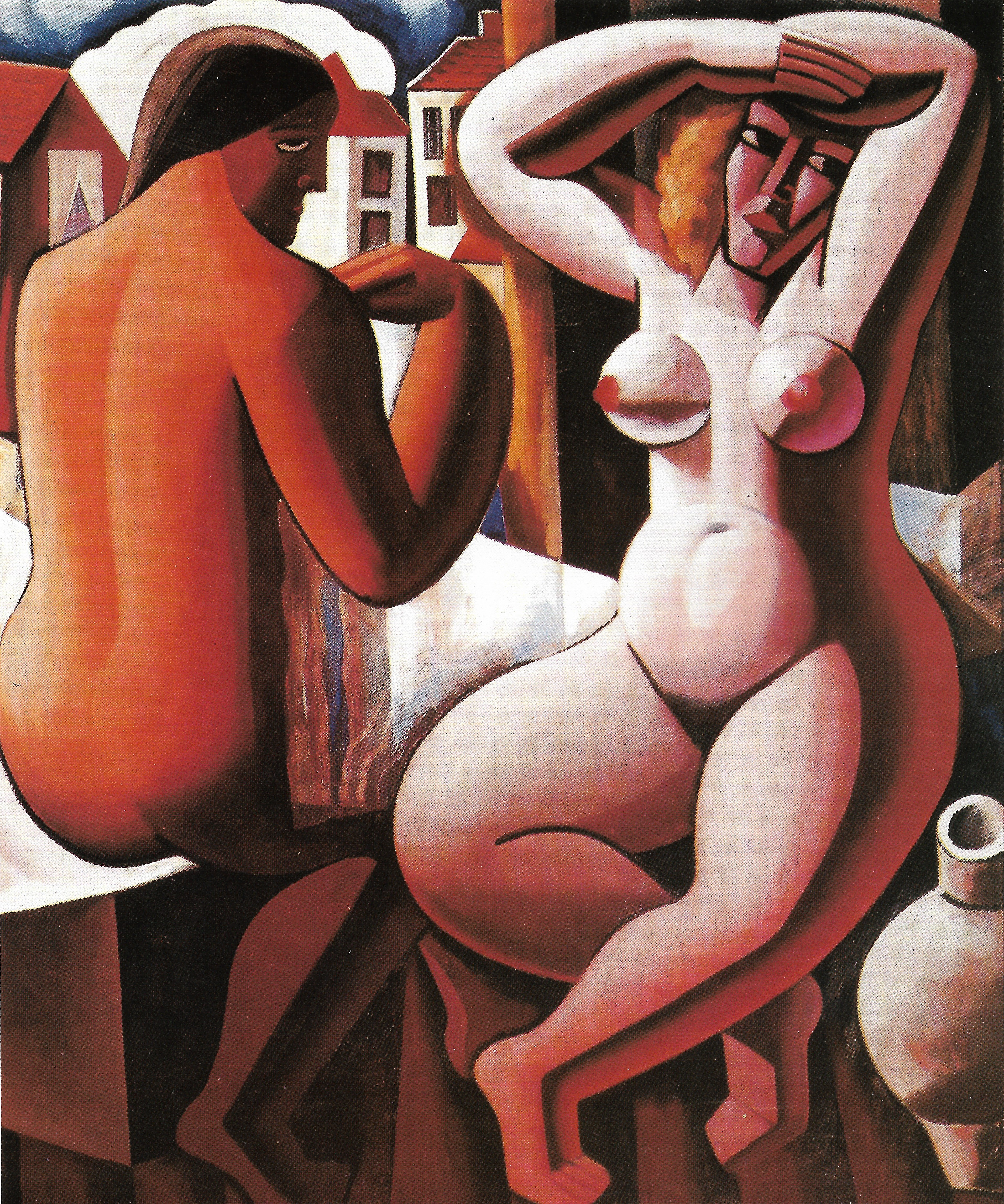
Les baigneuses, 1939 (160 x 134 cm), Collection de la Communauté française de Belgique
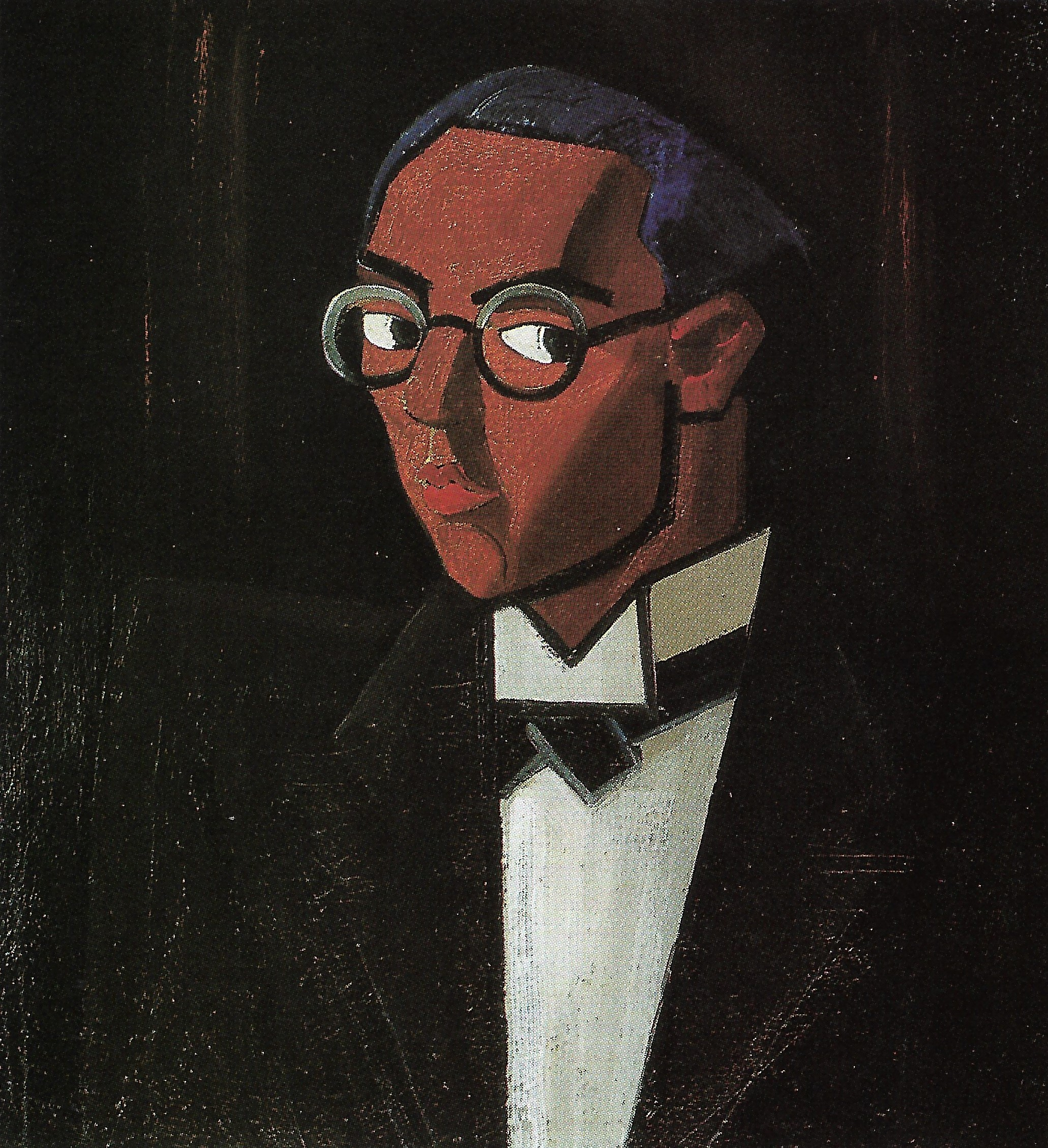
Le pianiste A. Dumortier, 1938 (80 x 75 cm), Tournai, Musée des Beaux-Arts de Tournai

## Expositions et manifestations
- La tricoteuse, 1939 (100 x 100 cm), Collection privéeDivers:

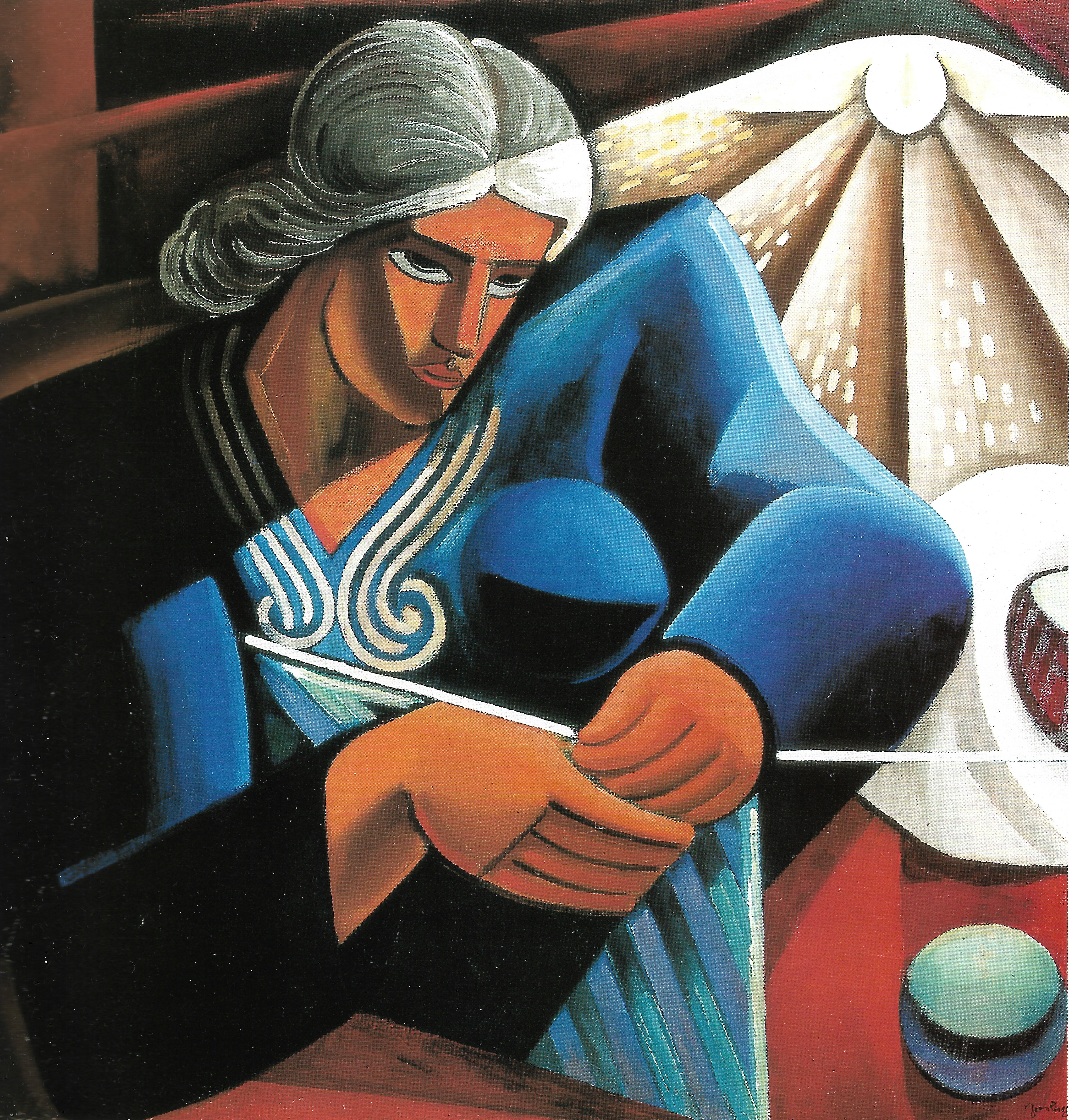
La tricoteuse, 1939 (100 x 100 cm), Collection privée

  - 1930 : Il fonde le Salon du Printemps avec George Grard et Maurice De Korte.
  - 1935 : Il travaille pour l’Exposition universelle de Bruxelles.
- Expositions et rétrospectives:
  - 1937 : Salon triennal de Gand.
  - 1939 : Salon de Liège.
  - 1949 : Rétrospective à Tournai.
  - 1976 : Hommage à la Maison de la Culture de Tournai.
  - 1984 : Peintures, Jean Leroy, du 6 au 18 janvier, Galeries Albert I, Bruxelles[4].
  - 1986 : Peintures, Jean Leroy, du 10 au 29 janvier, Galeries Albert I, Bruxelles[4].
  - 1989 : Exposition collective à la Maison de la Culture de Tournai avec Marcel Degand et Joseph Lacasse (du 14 janvier au 26 février).
  - 1993 : Expressionnisme Wallon, du 19 mars au 27 juin, Galerie du Crédit Communal, Bruxelles[2].